# Pediasia palmitiellus
Pediasia palmitiellus là một loài bướm đêm trong họ Crambidae.